# 8TV
8TV, Ósemka TV – polskojęzyczna stacja telewizyjna o charakterze muzyczno-rozrywkowym istniejąca w latach 2016–2017.

## Historia
W związku ze spadającą oglądalnością kanału Eska TV, właściciel stacji wystąpił w kwietniu 2016 roku o zmianę koncesji z muzycznej na muzyczno-rozrywkową i zmianę nazwy stacji na „Ósemka TV”. Krajowa Rada Radiofonii i Telewizji wydała zgodę na zmianę koncesji w maju 2016 roku, a 28 czerwca 2016 roku przyznała drugą koncesję na nadawanie stacji Eska TV w sieciach kablowych i drogą satelitarną. 28 września 2016 roku kanał 8TV (skrót nazwy „Ósemka TV”) w pierwszym multipleksie naziemnej telewizji cyfrowej zastąpił stację Eska TV, która pozostała wówczas w ofercie platform satelitarnych oraz sieci telewizji kablowej. 8TV nadawał zarówno w standardzie SD, jak i HD. 16 czerwca 2017 roku kanał zakończył nadawanie i został zastąpiony przez stację Eska TV.

## Profil stacji
Stacja prezentowała najnowsze utwory muzyczne, głównie muzykę pop, pop-rock i dance oraz najbardziej znane piosenki z lat 60, 70, 80 i 90. XX wieku. Obok audycji muzycznych emitowane były programy rozrywkowe, poradnikowe, programy typu reality i seriale. Od 9 listopada 2016 do 17 kwietnia 2017 nadawany był również serwis informacyjny „24 godziny online.pl” (emitowany równocześnie w Nowa TV).